# 高アイスランド語
高アイスランド語（こうアイスランドご、Háfrónska,High Icelandic）はベルギーのヨゼフ・ブレクマンス（Jozef Braekmans）に始まるアイスランド語の借用語の置き換え、新語作りの活動。メディアに報道されたことはあるが参加者は少ない。公的な地位や学術的な文献はない。

## 名称
高アイスランド語（Háfrónska）という名称は「高ノルウェー語」を意味するヘグノシュク（høgnorsk）になぞらえたものである。Háが「高い」を表し後半のfrónskaはエッダに見られるfrón（土地）からとったものでアイスランドを意味する。ブレクマンスが2003年11月3日にニュースグループで発表した（その前は単にfrónskaかHyper-Icelandicと言った）。

## 経歴
- 1992年ブレクマンスが置き換えをはじめる。
- 1998年Usenetを用いて宣伝を行う。
- 2000年サイト「Nýyrðasmiðja Málþvottahús」を開設する。
- 2005年サイト「Háfrónska málhreyfingin」を開設する。
- レイキャヴィークのペートゥル・ソルステインソン（Pétur Þorsteinsson）が参加。

## 報道
- 1999年にDV新聞がブレクマンスのインタビューを掲載。
- 2005年Stöð 2 チャンネルで短いコーナーに紹介される。
- Rás 2 ラジオで単語あてクイズとしてたまに紹介される。

## 純化主義
高アイスランド語では外来語を徹底してアイスランド語の固有語で表す純化主義（málgjörhreinsun）が掲げられており、固有名詞も訳する対象とされる。例えば広島という単語は「Breiðeyjarhöfn」あるいは「Stórhólmur」とされている。